# Seznam nemških filantropov
Seznam nemških filantropov.

## A
- John Jacob Astor

## G
- Johannes Gossner

## L
- Johann Konrad Wilhelm Löhe

## M
- Abraham Mendelssohn Bartholdy